# Leonardo Sandri
Leonardo Sandri (sinh ngày 18 tháng 11 năm 1943) là một hồng y người Argentina của Giáo hội Công giáo Rôma. Ông hiện đảm nhận các chức vụ Tổng trưởng Thánh Bộ Công giáo Đông Phương và Chưởng Ấn Giáo hoàng Học viện Đông Phương, Phó Niên trưởng Hồng y đoàn. Ông cũng là 1 trong 10 Hồng y Đẳng Giám mục của Giáo hội Công giáo Rôma.

## Tiểu sử
Hồng y Sandri sinh ngày 18 tháng 11 năm 1943 tại Buenos Aires, Argentina. Sau quá trình tu học, ngày 2 tháng 12 năm 1967, ông thụ phong chức vị linh mục, bởi Tổng giám mục Juan Carlos Aramburu, Tổng giám mục Phó Tổng giáo phận Buenos Aires. Vị tân linh mục trẻ là thành viên linh mục đoàn Tổng giáo phận này. Từ ngày 22 tháng 8 năm 1988, ông là linh mục phụ trách Phủ Giáo hoàng. Sau đó, từ ngày 2 tháng 4 năm 1992, ông là thẩm định viên Ban Thư kí Nhà nước.
Ngày 22 tháng 7 năm 1997, Tòa Thánh chọn linh mục Sandri làm Tổng giám mục Hiệu tòa Aemona, Sứ thần Tòa Thánh tại Venezuela. Lễ Tấn phong được cử hành vào ngày 11 tháng 10 sau đó. Chủ phong là Hồng y Angelo Sodano, Hồng y Quốc vụ khanh, hai phụ phong là Juan Carlos Aramburu, Hồng y - tổng giám mục Buenos Aires và Tổng giám mục Giovanni Battista Re, Thành viên Ban Thư kí Tòa Thánh. Tân giám mục chọn khẩu hiệu: Ille fidelis.
Ngày 1 tháng 3 năm 2000, Tòa Thánh thuyên chuyển ông là Sứ thần Tòa Thánh tại Mexicô. Chưa đầy một năm, Tổng giám mục Sandri bất ngờ được gọi về Rôma, đảm nhận vị trí Đại diên Quốc vụ khanh, thuộc Ban Thư kí Tòa Thánh ngày 16 tháng 9 cùng năm. Ngày 9 tháng 6 năm 2007, ông được bổ nhiệm chức Tổng Trưởng Thánh bộ Công giáo Đông Phương, Chưởng Ấn Giáo hoàng Học viện Đông Phương. Trong Công nghị Hồng y 2007, cử hành ngày 24 tháng 11, Giáo hoàng Biển Đức XVI vinh thăng Tổng giám mục Sandri tước Hồng y Nhà thờ Santi Biagio e Carlo ai Catinari. Ông đã đến nhận ngai tòa này sau đó ngày 2 tháng 12 cùng năm.
Ngày 19 tháng 5 năm 2018, ông được thăng Hồng y Đẳng Linh mục Nhà thờ Santi Biagio e Carlo ai Catinari. Ngày 28 tháng 6 năm 2018, Giáo hoàng Phanxicô bất ngờ loan báo sẽ cơ cấu lại Hồng y Đoàn, nâng số lượng Hồng y Đẳng Giám mục lên 10 vị, trong đó bổ nhiệm ông là 1 trong 4 thành viên mới của Đẳng Hồng y Giám mục và giữ nguyên Nhà thờ Hiệu tòa.
Ngày 25 tháng 1 năm 2020, Hồng y Leonardo Sandri được bầu làm Phó Niên trưởng Hồng y đoàn.